# Месяш, Эдвард
Эдвард Месяш (пол. Edward Mesjasz) (1 февраля 1929, Ченстохова — 29 мая 2007, Ченстохова) — польский художник-баталист, педагог.

## Биография
Отец Месяша был солдатом 1 полка Креховецких уланов. Месяш окончил Академию Изящных Искусств в Кракове. Среди его профессоров были Ежи Коссак, Чеслав Жепиньский и Ежи Федкович.
После учёбы работал в художественном лицее в Ченстохове. Затем был преподавателем технического рисования в текстильной школе. После 1968 года преподавал рисунок в одной из профессиональных школ, где его учеником был Ежи Дуда-Грач. В 1978 году вышел на пенсию.
Художник имел несколько персональных выставок (Музей Войны в Оттаве в 1972 году, Краеведческий музей в Ченстохове, 1978). Принимал также участие в групповых выставках. Состоял членом Польского союза художников (ZPAP). Самый плодотворный творческий период пришелся на 1970-1985 годы.
Создавал батальные сцены и образы, связанные с историей польского оружия. Общей темой работ была польская кавалерия. Готовясь к работе, Месяш проводил осмотр территорий боев. Коллекционировал военные артефакты.
Картины Эдварда Месяша находятся, в частности, в Музее Войска польского в Варшаве и Канадском Музее Войны в Оттаве.

## Работы
Большинство работ художника находятся в частных коллекциях.
- Амазонка
- Битва под кладбищем в Воле Гуловской 4 октября 1939
- Битва под Мокрой – (Музей Войска польского, Варшава)
- Юзеф Пилсудский
- Конный патруль
- Осада Ясной Горы
- Последний наскок кавалерии польской: Боруйско-Поморский Вал 1945
- Пейзаж с деревом
- Мчащиеся кони
- Улан Ясловецкий
- Наполеонский солдат в метель